# B.A.P
B.A.P (кор. 비에이피, назва розшифровується як Best. Absolute. Perfect — «Кращі. Абсолютні. Ідеальні») — бой-бенд з Південної Кореї. До складу входило шість учасників: Йонгук, Хімчам, Дехьон, Йондже, Чоноп та Джело. Представлена TS Entertainment 9 грудня 2011 року. Дебют гурту відбувся 28 січня 2012 року в Сеулі, з піснею «Warrior».

## Назва
B.A.P — перший чоловічий гурт, створений корейським агентством TS Entertainment. Назва — це акронім слів «BEST ABSOLUTE PERFECT» (укр. «Кращі Абсолютні Ідеальні»). Вона показує їхню рішучість стати кращим і абсолютно ідеальним гуртом.

## Кар'єра

### До дебюту
Задумка групи з'явилася в 2011 році, і відразу ж почалося її просування за допомогою Йонгука, який взяв на себе роль лідера групи. Другий учасник групи B.A.P, Хімчан — ольджан і мультиінструменталіст. Він був представлений публіці в якості провідного музичного шоу «The Show» на каналі MTV Korea. І, нарешті, 23 листопада 2011 року було представлено третього учасника, Джело — він випустив спільний з Бан Йонгуком трек «Never Give Up». Їх підгрупа отримала назву Bang & Zelo. 2011 рік.

## Музичний стиль та імідж
Канал MTV Korea назвав B.A.P «різнобічною групою». Юн Синель з Star News Korea прокоментував їх живі виступи: «Вони вже довели, що їхні виступи відрізняються від того, до чого всі так звикли. Їх ідеальний танець, потужна чарівність, вражаючий реп Бан Йонгука і високошвидкісний реп Джело є відмінним поєднанням. А сильні голоси Дехьона і Йондже доповнюють картину. Крім цього, виступ, що складається з енергійних і агресивних рухів, приковує до себе погляд з самого початку. Навіть найпопулярніші і досвідчені групи повинні звернути на них свою увагу»
Незадовго до дебюту всі учасники пофарбували волосся в один і той же колір, і стали платиновими блондинами. Вони особисто взяли участь в розробці і створенні сценічних костюмів, концепції, написання текстів і музики альбому. Як сказав учасник групи Ю Йондже, «ми не хотіли занадто відрізнятися один від одного, оскільки прагнули показати єдність групи на сцені».
Коли ми запитали про істотне розходження між В.А.Р і іншими ідол-гуртами, Йонгук нам відповів:
|  | Ми виглядаємо мужньо. Якщо ви звернете увагу на хореографію більшості чоловічих айдол-груп, то помітите, що у всіх є характерні рухи. Тому іноді вони виглядають краще, коли танцюють всі разом, але на відміну від них, ми прагнемо показати нашу сильну сторону, а не милу і м'яку — так зване «задоволення для очей». Тому, я думаю, ми так сильно відрізняємося. Так само як і наші музика і стиль. |

## Учасники
| Сценічне ім'я | Сценічне ім'я | Сценічне ім'я | Справжнє ім'я | Справжнє ім'я | Справжнє ім'я | Дата народження           | Позиція в гурті              |
| Українською   | Латиницею     | Хангилем      | Українською   | Латиницею     | Хангилем      | Дата народження           | Позиція в гурті              |
| ------------- | ------------- | ------------- | ------------- | ------------- | ------------- | ------------------------- | ---------------------------- |
| Йонгук        | Yongguk       | 용국          | Бан Йонгук    | Bang Yongguk  | 방용국        | 31 березня 1990 (34 роки) | Лідер, репер                 |
| Хімчан        | Himchan       | 힘찬          | Кім Хімчан    | Kim Himchan   | 김힘찬        | 19 квітня 1990 (34 роки)  | Вокаліст, лице групи         |
| Дехьон        | DaeHyu        | 대현          | Чон Дехьон    | Jung Daehyun  | 정대현        | 28 червня 1993 (31 рік)   | Головний вокаліст            |
| Йондже        | YongJae       | 영재          | Ю Йондже      | Yoo Youngjae  | 유영재        | 24 січня 1994 (31 рік)    | Головний вокаліст            |
| Чоноп         | JongUp        | 종업          | Мун Чоноп     | Moon Jongup   | 문종업        | 6 лютого 1995 (30 років)  | Вокаліст, головний танцюрист |
| Джело         | Zelo          | 젤로          | Чхве Чжунхон  | Choi Junhong  | 최준홍        | 15 жовтня 1996 (28 років) | Репер, танцюрист             |

## Дискографія

### Корейські альбоми
- First Sensibility (2014)
- Noir (2016)

### Японські альбоми
- Best.Absolute.Perfect (2016)
- Unlimited (2017)
- Massive (2018)

## Концерти та тури
- B.A.P Live on Earth 2013 (2013)
- B.A.P 1st Japan Tour Warrior Begins (2013)
- B.A.P Live on Earth 2014 Continent Tour (2014)
- B.A.P Live on Earth 2016 World Tour[5] (2016)
- B.A.P 2nd Japan Tour Be.Act.Play (2017)
- B.A.P 2017 World Tour Party Baby! (2017)
- B.A.P 3rd Japan Tour Massive (2018)
- B.A.P 2018 Live Limited (2018)
- B.A.P. Forever Tour (2018)

## Нагороди та номінації
| Нагорода                                  | Рік  | Категорія                                    | Номінант / Робота | Результат | Прим.  |
| ----------------------------------------- | ---- | -------------------------------------------- | ----------------- | --------- | ------ |
| Asia Artist Awards                        | 2016 | Best Entertainer Award (Male Group Category) | B.A.P             | Перемога  |        |
| Creative Brand Awards                     | 2013 | Entertainment Award                          | B.A.P             | Перемога  |        |
| Gaon Chart Music Awards                   | 2012 | Best Male Rookie                             | B.A.P             | Перемога  |        |
| Gaon Chart Music Awards                   | 2013 | World Rookie                                 | B.A.P             | Перемога  |        |
| Gaon Chart Music Awards                   | 2015 | Hot Trend Award                              | B.A.P             | Перемога  |        |
| Golden Disc Awards                        | 2012 | Popularity Award                             | B.A.P             | Номінація |        |
| Golden Disc Awards                        | 2012 | New Artist Award (Digital)                   | B.A.P             | Перемога  |        |
| Golden Disc Awards                        | 2012 | Single Album Award                           | B.A.P             | Номінація |        |
| Golden Disc Awards                        | 2013 | Digital Bonsang                              | «Badman»          | Номінація |        |
| Golden Disc Awards                        | 2013 | Popularity Award                             | B.A.P             | Номінація |        |
| Golden Disk Awards Taiwan                 | 2013 | Selling more than 5,000 copies               | One Shot          | Перемога  |        |
| Japan Gold Disc Awards                    | 2014 | Best New Artist                              | B.A.P             | Перемога  |        |
| Japan Gold Disc Awards                    | 2014 | Best 3 New Artists                           | B.A.P             | Перемога  |        |
| J-pop Asia Music Awards                   | 2012 | New Artist/Band of 2012                      | B.A.P             | Перемога  |        |
| J-pop Asia Music Awards                   | 2012 | Most Promising Artist/Band                   | B.A.P             | Перемога  |        |
| Korean Cultural Entertainment Grant Prize | 2017 | K-Pop Star Award                             | B.A.P             | Перемога  |        |
| Melon Music Awards                        | 2012 | Best New Male Artist                         | B.A.P             | Перемога  |        |
| Mnet Asian Music Awards                   | 2012 | Mnet PD's Choice Award                       | B.A.P             | Перемога  |        |
| Mnet Asian Music Awards                   | 2012 | Best New Male Artist                         | B.A.P             | Номінація |        |
| Mnet Asian Music Awards                   | 2012 | Artist of the Year                           | B.A.P             | Номінація |        |
| MTV Europe Music Awards                   | 2013 | Best Korean Act                              | B.A.P             | Номінація |        |
| MTV Europe Music Awards                   | 2014 | Best Korean Act                              | B.A.P             | Перемога  |        |
| MTV Europe Music Awards                   | 2014 | Best Japan and Korea Act                     | B.A.P             | Перемога  |        |
| MTV Europe Music Awards                   | 2014 | Best Worldwide Act                           | B.A.P             | Номінація |        |
| MTV Europe Music Awards                   | 2016 | Best Korean Act                              | B.A.P             | Перемога  |        |
| Seoul Music Awards                        | 2012 | Best New Artist                              | B.A.P             | Перемога  |        |
| Seoul Music Awards                        | 2013 | Bonsang Award                                | «One Shot»        | Перемога  | [ 6 ]  |
| Seoul Music Awards                        | 2013 | Popularity Award                             | B.A.P             | Номінація |        |
| So-Loved Awards                           | 2012 | Best Male Rookie Artist                      | B.A.P             | Перемога  | [ 7 ]  |
| So-Loved Awards                           | 2012 | Best Choreography                            | «Warrior»         | Перемога  | [ 7 ]  |
| So-Loved Awards                           | 2013 | Best Male Group                              | B.A.P             | Перемога  | [ 8 ]  |
| So-Loved Awards                           | 2013 | Best Dance — Male Artist                     | «One Shot»        | Перемога  | [ 8 ]  |
| So-Loved Awards                           | 2013 | Best Music Video                             | «One Shot»        | Перемога  | [ 8 ]  |
| So-Loved Awards                           | 2014 | Best Male Group                              | B.A.P             | Перемога  | [ 9 ]  |
| So-Loved Awards                           | 2014 | Album of the Year                            | First Sensibility | Перемога  | [ 9 ]  |
| So-Loved Awards                           | 2014 | Best Music Video                             | «1004»            | Перемога  | [ 9 ]  |
| Soribada Best K-Music Awards              | 2017 | Bonsang Award                                | B.A.P             | Перемога  | [ 10 ] |
| V Chart Awards                            | 2013 | Best New Artist                              | B.A.P             | Перемога  |        |